# Jesus – Der Film
Jesus – Der Film (auch: Jesusfilm) ist ein experimenteller Spielfilm des deutschen Filmemachers Michael Brynntrup aus dem Jahr 1986. Der Monumentalfilm auf Super-8 umfasst 35 Episoden von 22 Filmemachern und Super-8-Gruppen aus Ost- und Westdeutschland (BRD/DDR). Die einzelnen Episoden erzählen in sehr freier Interpretation die Geschichten, Gleichnisse und Stationen des Lebens Jesu.

## Handlung
Schon die Geburt des Jesuskindes weicht dramatisch von der Vorlage des Neuen Testaments ab: der Jungfrau Maria werden Zwillinge geboren. Gemäß der Überlieferung wird allerdings nur das Leben und Leiden des Einen verfilmt. Während des gesamten Films wird Jesus von dunklen Agenten (den Evangelisten) begleitet, die die Fäden in der Hand zu halten scheinen. Beim Letzten Abendmahl gerät das vorbestimmte Leben aber außer Kontrolle: Jesus findet Gefallen daran, Blut zu trinken. Auf dem Kreuzweg bei der Begegnung mit der Hl. Veronika gibt er dieser Leidenschaft nach und erwirbt sich so Unsterblichkeit als Vampir. Jesus lebt.

## Hintergrund
Diese Geschichte des Films und auch das formale Prinzip der Episoden basiert auf der Idee bzw. der Technik der surrealistischen „ecriture automatique“: die einzelnen Filmemacher der Episoden wussten nicht, „was bisher geschah“, aber sie bekamen die Anschlussszenen beschrieben und teilweise auch die agierenden Personen zur Verfügung gestellt, um die Kontinuität der Geschichte zu wahren. Durchgehende Figur in allen Episoden war der Initiator und Koordinator des Projekts, Michael Brynntrup, in der Rolle des Jesus.
Der 127-minütige Film wurde in Schwarz-Weiß auf russischem Super-8-Material gedreht. Die Super-8-Kassetten wurden oft unter abenteuerlichen Umständen aus der DDR herausgeschmuggelt und an die beteiligten Filmemacher verteilt. Aus Kostengründen wurde das Material selbst entwickelt. Auch deswegen wirkt der Film wie ein expressionistischer Klassiker der Stummfilmzeit.

## Verbreitung
Der Film wurde 1986 bei der Berlinale, Internationales Forum des Jungen Films in Berlin uraufgeführt, und tourte noch im selben Jahr bei der sog. „Missionstournee“ durch 40 Städte der Bundesrepublik. Im folgenden Jahr 1987 tourte der Film mit Unterstützung der lokalen Goethe-Institute durch zehn Städte in USA und Kanada („Nordamerika-Mission“).
Der Film wurde zunächst in zwei Versionen vertrieben: für kurze Zeit gab es eine 84-minütige Kinoversion auf 16 mm; die vollständige „Episodenfassung“ stand nur als Super-8-Umkehrkopie zur Verfügung. Der komplette, 35 Episoden umfassende Gesamtfilm wurde 2014 mit Mitteln der Filmförderungsanstalt (FFA) aus dem Fördertopf „Filmisches Erbe“ digitalisiert und restauriert, und ist seitdem als DCP im Verleih der Deutschen Kinemathek.
Zeitgleich mit der Digitalisierung des Films erschien ein umfangreiches Materialbuch Jesus – Der Film – Das Buch zu dem Gesamtprojekt (2014). Das Buch enthält das sog. „JesusTabu“ (ein ausführliches Projekttagebuch von Michael Brynntrup), sowie die Briefe an die Mitspieler (die sog. „Jesusbriefe“) zum Fortgang des Projekts als Faksimile. Die Sammlung der Requisiten, Relikte und Reliquien wurde bei der Schlussaktion des Projekts, Die Saal (1987), erstmals ausgestellt, und ist zusammen mit zahlreichen Dokumenten rund um die Entstehung des Films in dem Buch umfassend abgebildet.

## Auszeichnungen
Der Film wurde 1986 mit dem Hauptpreis der Filmtage Salzgitter, und 1987 als Beste Produktion beim Internationalen Super-8-Festival in Caracas ausgezeichnet. Der 11-minütige Trailer zu dem Film, Veronika – vera ikon, erhielt Lobende Erwähnungen bei den Tagen des Internationalen religiösen Films Friedberg, 1988 und beim Internationalen Studenten Film Festival Tel-Aviv, 1988.

## Kritiken
- Eine frische, witzige und überraschende Film- und Textcollage. (die tageszeitung, Wiglaf Droste)
- Der Jesus-Film, das große Episodenwerk der deutschen Avantgarde-Szene. (zitty Berlin, Frank Arnold)
- Das Ergebnis ist ein ungemein erfrischender Regelverstoß gegen das biblische Bilderverbot. (TIPS Bielefeld)
- Beliebigkeit und Dilettantismus gehören zum Programm, immer auf Du-und-Du mit dem Genialen. (Frankfurter Rundschau, Michael Kötz)
- Der »Jesusfilm«, das ist kompromißloses Kino wie es Spaß macht. (Nürnberger Zeitung)
- Teuflisches Machwerk – Dieser Film und die Kommentare sind teuflisch. (Katholische Bildpost)
- Der Theologe, der diesen Film sieht, versinkt in dumpfe Verzweiflung. (epd Film, Hans Werner Dannowski)
- Dieser Film wird zum Kino-Ritus, wo das kirchliche Ritual versagt hat. (Braunschweiger Zeitung)
- Jesus: Der Film is silly, sublime. (Chicago Sun-Times, Peter Keough)
- The idea of the film is more important than its technical perfection. (Andy Warhol’s Interview)
- Der Jesus-Film ist sein eigenes Festival: ein ebenso frommer wie praktischer Sampler. (Das Experimentalfilm-Handbuch)
- Bei dieser Verfilmung des Lebens und Sterbens unseres Erlösers trifft es zu: im Vergleich zu ihr sind alle anderen gleich. (die tageszeitung, Michael Vahlsing)
- This film is the largest collective project in German film history. In the history of world cinema there are few works that can compare. (Jesus – Der Film – Das Buch, Randall Halle)